# Бои на чехословацкой границе (1938–1939)

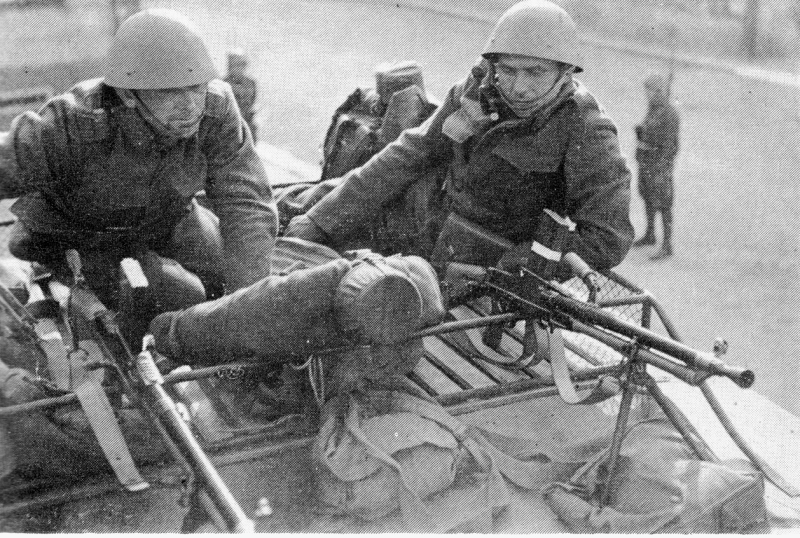
Чехословацкие солдаты в ходе конфликта. Сентябрь 1938 г.

Бои на чехословацкой границе — серия вооружённых столкновений между Чехословакией, с одной стороны, и судетскими немцами, Германией, Польшей и Венгрией, с другой.
Бои на чехословацкой границе вспыхнули 12 сентября 1938 года во время восстания судетских сепаратистов и продолжались с перерывами до 21 марта 1939 года, когда последний отряд чехословацкой армии, защищавший Великий Бычков, покинул территорию Подкарпатской Руси, аннексированную Венгрией. 
За этими боями сразу последовала так называемая Малая война между Словацким государством и Королевством Венгрия, чья армия после оккупации Подкарпатской Руси пересекла границу в ночь с 22 на 23 марта и вторглась в восточную Словакию.
По словам чешского историка Павла Шрамека, в период с сентября 1938 года по март 1939 года чехословацкие вооружённые силы потеряли в общей сложности 171 военнослужащего, а ещё сотни получили ранения.